# Eddie och Johanna
Eddie och Johanna är en bok från 1993 av Viveca Sundvall. Berättelsen bildade underlag för handlingen i SVT:s julkalender 1994.

## Handling
Eddie bor med sin storebror Anders och pappa Lennart i ett hus på landet utanför Kungälv. Lennart är lastbilschaufför och är ofta borta från hemmet över natten. Han har problem med alkohol och har lovat sig själv att ta itu med beroendet efter att Eddie blivit svårt sjuk i ett astmaanfall när han var ensam hemma och Lennart var i Danmark. Lennarts syster Soffan röjer upp i hemmet när Eddie och Lennart är på sjukhuset och det beslutas att Eddie och Anders ska bo en tid hos Soffan och hennes man Malkolm i Lysekil medan Lennart är på ett behandlingshem. Eddie åker ensam med bussen till Lysekil och Anders ska komma med en senare buss efter sitt tandläkarbesök. Men han somnar hemma och missar bussen och blir mycket olycklig. Han ringer till sin snälle magister Axel som kommer och hämtar hem honom till sig och ringer till Soffan och Malkolm. Han får stanna hos Axel och hans familj några dagar eftersom han visar sig ha feber och en halsinfektion. När Eddie ser sig om i Lysekil träffar han på en flicka Johanna som blir hans vän och han lär henne alla de simtyper han kan som hundsim, kattsim med flera. Han blir också god vän med Nick Hick som är ansvarig för Havets hus och  visar runt och presenterar alla akvarieinvånarna. Eddie har lärt sig att bokstavligen hålla huvudet kallt i besvärliga situationer och en sådan har uppstått när han berättat för Johanna att han bor i Curmanska huset vilket inte alls är sant.  När han skall doppa huvudet vid bryggan upptäcker han till sin förskräckelse att månen har trillat ner och ligger där och skvalpar i vattnet! Nick Hick kommer till hans hjälp och förklarar vad det är som ligger i vattnet. Lennart har tråkigt på behandlingshemmet och åker till Lysekil. Det visar sig att han och Johannas mamma har varit skolkamrater.

### Fotnoter
1. ↑  ”Eddie och Johanna” (på engelska). Worldcat. 10 mars 1993. https://www.worldcat.org/title/eddie-och-johanna/oclc/186530205&referer=brief_results. Läst 11 december 2014.
2. ↑  ”Eddie och Johanna”. Stockholms stadsbibliotek. 10 mars 2001. https://biblioteket.stockholm.se/titel/522134. Läst 11 december 2014.